# Chilothorax figuratus
Chilothorax figuratus är en skalbaggsart som beskrevs av Schmidt 1906. Chilothorax figuratus ingår i släktet Chilothorax och familjen Aphodiidae. Inga underarter finns listade i Catalogue of Life.